# بندر بن سرور
بندر بن سرور الروقي العتيبي، (1356 هـ/1937م 1404 هـ/1984م) هو شاعر من الروقة من قبيلة عتيبة. وصفه خالد الفيصل بـ«متنبي الشعر الشعبي». ولد في منطقة محازة الصيد في عالية نجد وتقع حالياً في محافظة المويه ثم إنتقل بعد ولادته إلى القرارة ثم إنتقل في سن صغيرة الى رعي الإبل في بادية نجد مع عمّه وأخيه حتى إلتحق بالسلك العسكري ومن ثم بدأ بأعماله الحره. عمّه هو مؤسس هجرة البادرية في محافظة عفيف وتُقيم فيها جُل عائلة بندر بن سرور. والدته هي الشاعرة حصة بنت غلاب الخراص  الروقي.

## نسبه
هو«بندر بن سرور بن خضير بن شايد بن مدرع بن حصن بن خضير القسامي العطاوي الروقي العتيبي».

## أوزان القصائد

### البحور
لم يكن بندر من المهتمين بالتنويع في البحور في شعره إذ أن أغلب قصائده على بحر المسحوب الذي يعد من أشهر بحور الشعر النبطي وأكثرها استخداماً، وصياغته العروضية هي مستفعلن مستفعلن فاعلاتن، إلا أن له نصوص قليلة على بحور أخرى كالهجيني الطويل الجنوبي، وأيضاً بحر الرمل واستخدمه بندر مرات قليلة ثلاثي التفاعيل بصيغة فاعلاتن فاعلاتن فاعلاتن.

## طفولته
عاش بندر طفولة فيها من القسوة الشيء الكثير. فبعد وفاة والده تزوجت والدته رجلاً آخر، وانتقلت للعيش معه. انتقل بندر للعيش مع عمه أخو أبوه في رواية، ولكنه عاش حياة افتقدت لحنان الأب، واحتوت على ما تحتوي عليه حياة البادية عادةً من قسوة وترحال خلف الماء والكلأ. عاش حياته في نجد يرعى إبله حيث يوجد الماء والكلأ، كان خالي البال صافي الذهن، حاد التفكير، سكن الحزن قلبه مبكراً خصوصاً عندما صار يتيم الأب.

## شبابه
في الخرج تعلم القراءة والكتابة وأنهى المرحلة الابتدائية، درس حتى المرحلة المتوسطة وتوظف في الجيش السعودي و أُرسِل إلى دولة الكويت أثناء حرب الخليج الصامتة وتهديدات عبد الكريم قاسم حتى وصل إلى رتبه عريف في الجيش الكويتي، ثم عاد بعد ذلك إلى السعودية والتحق بأحد الأفواج بالحرس الوطني وبقي فيه فترةً قصيرة، فترك العسكرية وسعى وراء طلب الرزق بنفسه على سيارته الخاصة.

## شاعريته
يتميز شعره بالجزالة في اللفظ وقوة السبك وسهولة في الحفظ، الأمر الذي جعل شعره قريباً من متذوقي الشعر.

## وفاته
كان قد وعد أخته (هيا) أن يخرجها للبر وذلك بعد أن يعود من زيارة صديق له خارج محافظة الدوادمي، وفي الطريق وبينما هو ذاهبٌ إلى صديقه أحس ببعض الآلام في صدره، فخرج عن الطريق، وابتعد عنه قليلاً فأطفأ السيارة ونزل منها ليرتاح، فكانت هي النومة الأخيرة له.
توفي بندر بن سرور في تاريخ 1404/12/14هـ في هجرة حلّيت التابعة لمنطقة الدوادمي ، عن عمرٍ يناهز 45 عاماً تقريبًا.وهو في غمرة نضجه الشعري.

## مقالات عن الشاعر
- مقال للكاتب طلال المسيمير جريدة الرياض السعودية العدد 13208 بعنوان: قراءة في أوراق شاعر بندر بن سرور، شاعر أجاد في أغراض الشعر وتصوير مراحل حياته.
- مقال للكاتب خالد الغنامي جريدة الوطن السعودية العدد 3398 بعنوان: صداقة مع بندر بن سرور.
- مقال للكاتب قاسم الرويس جريدة الرياض السعودية العدد 14785 بعنوان: مفارقات في وفيات شعراء النبط.
- مقال للكاتب عبد الله الجعيثن جريدة الرياض السعودية العدد 15295 بعنوان: الدهشة من وصول السيارات للمملكة وإعجاب الشعراء بها.
- مقال للكاتب عبد المجيد الزهراني في صحيفة الوطن السعودية بعنوان: بندر بن سرور .. عندما يكون المكان حقيبة سفر .